# Wolf Erlbruch

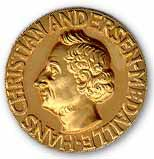
Wolf Erlbruch mottog 2006 H.C. Andersen-medaljen för Illustratörer.

Wolf Erlbruch, född 30 juni 1948 i Wuppertal, Nordrhein-Westfalen, död 11 december 2022 i Wuppertal, var en tysk postmodernistisk illustratör och barnboksförfattare. 
Erlbruch använde en kombination av tekniker i sina böcker så som kritteckning, collage och akvarell. Ibland var hans stil surrealistisk och ofta kopierad både inom och utanför Tyskland. En del av hans berättelser har utmanande teman som döden och meningen med livet, och han har ofta djur som karaktärer i böckerna.  Han har fått många utmärkelser, som Deutscher Jugendliteraturpreis 1993 och 2003, och H.C. Andersen-medaljen 2006. 2017 tilldelades han Litteraturpriset till Astrid Lindgrens minne med motiveringen:
”Wolf Erlbruch gjorde viktiga livsfrågor tillgängliga och hanterbara för läsare i alla åldrar. Med humor och värme djupt rotad i en humanistisk grundsyn visar hans verk det lilla i det stora. Han behärskade mästerligt sin teckningskonst och bottnar i en lång tradition samtidigt som han öppnade nya kreativa fönster. Wolf Erlbruch är en omsorgsfull visionär.”

## Biografi
Erlbruch studerade grafisk formgivning vid Folkwangs konstuniversitet i Essen från 1967 till 1974 och har arbetat som illustratör för tidskrifter som Stern och Esquire. Hans första uppdrag som barnboksillustratör var James Aggreys bok Der Adler, der nicht fliegen wollte (på svenska: Örnen i hönsgården) år 1985. Wolf Elbruchs son Leonard var nyfödd då och Erlbruch ville att hans son skulle kunna säga 'Min pappa har gjort en barnbok.' Sedan dess gav han ut ett tiotal egna böcker samt illustrerade nästan femtio titlar skrivna av andra författare. Erlbruch innehade två professurer i illustration: vid Bergischen Universität Wuppertal och Folkwang Universität der Kunste i Essen.

### Böcker utgivna på svenska
- Örnen i hönsgården, 1985 Hjulet (text av James Aggrey).
- Det är ingen pappegoja!, 1995 Alfabeta (text av Rafik Schami)
- Det var det fräckaste!, 1995 Bergh (text av Werner Holzwarth)
- Björn-undret, 1996 Bergh
- Björnen på lekplatsen, 1999 Bergh (text av Dolf Verroen)
- Bennys upptäckt, 2001 Bergh (text av Carli Biessels)
- Anden, Döden och Tulpanen, 2012 Lindskog
- Björnen som inte var där, 2016 Hjulet (text av Oren Lavie)
- Leonard, 2016 Hjulet
- Fru Meier - koltrasten, 2017 Hjulet[12]